# Сидерати
Сидера́ти (зелені добрива) — рослини, які тимчасово вирощують на вільних ділянках ґрунту з метою поліпшення структури та родючості ґрунту, збагачення його азотом та пригнічення росту бур'янів.
Зазвичай, сидерати вирощуються в окремий період часу, а потім проорюються та змішуються з ґрунтом у недозрілому виді, або незабаром після цвітіння, щоб уникнути засмічення грунту насінням. Асоціюються з органічним, сталим та відновлювальним сільським господарством і вважаються необхідними для систем з однолітніми культурами, які хочуть зробити стійкими. Традиційно практику використання сидератів можна віднести до циклу парування землі в сівозміні, який використовується для відпочинку землі.

## Властивості сидератів

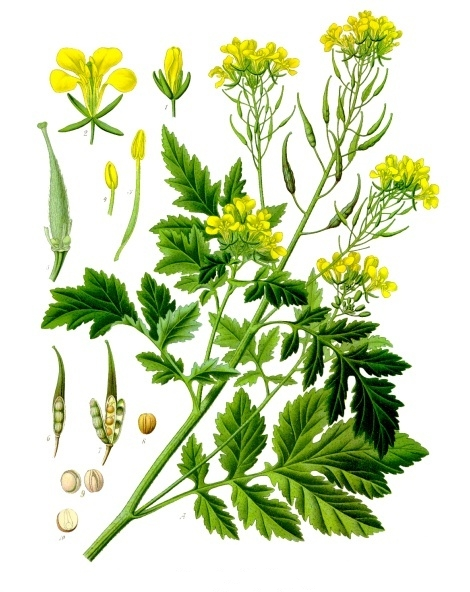
Гірчиця біла

Сидерати швидко розвивають листя, яке створює тінь та затримує ріст бур'янів. Крім того, види сидератів (злакові) виділяють речовини, що затримують пророщення насіння, таким чином теж зменшують кількість бур'янів. У сидератів добре розвинена та сильно розгалужена коренева система, яка сприяє поліпшенню структури ґрунту: проникаючи глибоко в нього, вона розрихлює та збагачує повітрям важкі глинисті ґрунти та підтримує від вимивання легкі, піщані. Деякі сидерати можуть відлякувати шкідників, наприклад: редька пригнічує нематод, гірчиця — паршу. Крім того деякі зелені добрива мають яскраві квіти, які привертають увагу бджіл, котрі запилюють рослини та сприяють підвищенню врожайності деяких культур. Сидерати родини бобових живуть у симбіозі з азотфіксуючими бактеріями, які переводять атмосферний азот у зв'язаний стан, що робить його доступним для споживання рослинами. При використанні сидератів, кількість азоту, доступного для подальших культур зазвичай становить 40-60 % від загальної кількості азоту, що містився в сидератній культурі.

## Функції сидератів
Сидератами можуть бути бобові, такі як соя, лагута, однолітня конюшина, горошок, сесбанія, а також не бобові, такі як просо, сорго, гречка. Бобові сидерати часто вживаються завдяки їх азотофіксуючим здібностям, в той час як не-бобові вживаються переважно для придушення бур'яну та збільшення біомаси в ґрунті. Сидерати зазвичай виконують декілька функцій, які містять в собі покращення ґрунту та його захист:
• Бобові сидерати, такі як конюшина та горошок містять азотофіксуючі бактерії в кореневих бульбах, які перетворюють атмосферний азот на форму, придатну для вживання рослинами.
• Сидерати збільшують відсоток органічних речовин (біомаси) у ґрунті, таким чином покращуючи затримування води, аерацію та інші характеристики ґрунту.
• Кореневі системи деяких видів сидератів проростають глибоко у ґрунт та витягують нагору корисні речовини, недоступні для рослин з мілкою кореневою системою.
• Загальні риси покривних культур, такі як придушення бур'яну та запобігання ерозії та ущільнюванню ґрунту також беруться до уваги при виборі та використанню сидератів.
• Деякі сидерати під час цвітіння надають корм для запильних комах.
Відразу після змішування покривних культур з ґрунтом починається ріст мікроорганізмів, які допомагають розкладу свіжого матеріалу. Розклад рослинного матеріалу звільнює корисні речовини, які містились в сидератах, та робить їх доступними для наступних рослин. Цей додатковий розклад також призводить до повторного перемішування корисних речовин, які знаходяться у ґрунті, таких як азот (N), калій(K), фосфор(P), кальцій(Ca), магній(Mg) та сірка(S). Мікробна активність у ґрунті також призводить до формування міцелію та липких матеріалів, які оздоровлюють ґрунт, покращуючи його структуру (тобто гранулюючи її). У добре гранульованому ґрунті покращується рівень аерації та проникнення води, обробка такого ґрунту також стає легшою. Додаткова аерація ґрунту є результатом здібності кореневої системи багатьох сидератів ефективно проникати у щільний ґрунт. Кількість гумусу, що знаходиться у ґрунті, також збільшується разом зі збільшенням розкладу, що є також корисним для росту рослин, посаджених після сидератів.
Сидерати також корисні для запобігання ерозії, боротьби з бур'янами, комахами-шкідниками та хворобами. Глибока корінна система багатьох сидератів робить їх ефективними засобами придушення бур'янів. Сидерати часто стають середовищем як для природних обпилювачів, так і для хижих корисних комах, які дозволяють зменшити кількість інсектицидів в місцях де ростуть покривні культури. Деякі сидерати також корисні в стримуванні хвороб рослин, таких як Verticillium wilt на картоплі. Застосування сидератів в сільському господарстві може значно зменшити, якщо не видалити проблему додаткових продуктів, таких як допоміжні добрива та пестициди.
Співвідношення вуглецю до азоту в рослині є критичним чинником, на який треба звертати увагу, так як воно впливає на вміст корисних речовин у ґрунті та може призвести до нестачі азоту, якщо використовувались невідповідні сидерати. Співвідношення вуглецю до азоту буде розрізнятись від виду до виду, та залежати від віку рослини. Співвідношення означається як C: N. Значення N завжди дорівнює одиниці, в той час як значення вуглецю та вуглеводів виражено в значенні близько 10 та до 90; співвідношення повинно бути менше ніж 30:1. Микориза — це ґрунтовий організм, що взаємодіє з сидератом для утримування атмосферного азоту в ґрунті. Бобові, такі як боби, люцерна, конюшина та люпин, мають кореневі системи багаті на мікоризу, що часто робить їх найкращим джерелом сидерату.

## Способи використання сидератів
- В міжряддях між овочевими або декоративними культурами
- Як суміжна скоростигла культура серед довгостиглих
- В міжсезоння, наприкінці літа або восени
- Під час відпочинку ґрунту протягом цілого року

Вибір виду сидератної рослини залежить від структури ґрунту, часу, протягом якого планується вирощувати сидерат тощо. Як сидерати застосовують рослини, що швидко ростуть (фацелія, вика, редька, гірчиця, люпин, жито, овес, пшениця, соняшник, бобові тощо).

## Використання в органічному землеробстві
Органічне землеробство залежить від здоров'я ґрунту та обігу поживних речовин у ґрунті з використанням природних процесів. Сидерати виконують життєво важливі функції підживлювання. Хоча використання сидератів має багато переваг, треба також звернути увагу і на недоліки: час, енергія та ресурси (грошові, природні), необхідні для успішного вирощування й використання цих покривних культур. Відповідно, важливим є вибір сидератних культур на основі регіону вирощування та річної кількості опадів для забезпечення ефективного вирощування та використання покривних культур.
Сидерати також надають інші органічні переваги, залежно від типу рослини, яка використовується. Гречка, наприклад, запобігає розповсюдженню бур'яну, а посіви озимої пшениці та озимого жита можуть використовуватись як пасовища.